# August Rothpletz

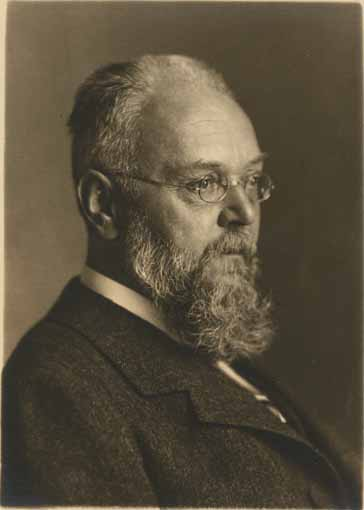
August Rothpletz

Friedrich August Rothpletz (* 28. April 1853 in Neustadt an der Haardt; † 27. Januar 1918 in Oberstdorf) war ein deutscher Geologe und Paläontologe.

## Leben
Rothpletz stammte väterlicherseits aus einer deutsch-schweizerischen Familie (seine Mutter war Pfälzerin) und besuchte das Gymnasium in Zürich. Ab 1871 studierte er Naturwissenschaften und insbesondere Geologie zuerst in Heidelberg, dann in Zürich und Leipzig. Ab 1875 war er Mitarbeiter der kgl. Sächsischen Geologischen Landesuntersuchung und kartierte bis 1880 unter anderem im Erzgebirge. Außerdem unternahm er in dieser Zeit Studienreisen nach England, Schottland und in die Alpen und ab 1880 ins Pariser Becken und Nordfrankreich und 1881 in die Schweiz. 1882 wurde er promoviert. Danach zog er nach München und habilitierte sich dort 1884 an der Universität. Er lehrte an der Universität vor allem über die Geologie und Tektonik der Alpen und Paläobotanik. 1894 wurde er außerordentlicher Professor und 1904 als Nachfolger von Karl von Zittel ordentlicher Professor für Geologie und Paläontologie an der Universität München und Direktor der bayerischen geologisch-paläontologischen Staatssammlung. Er starb in einem Sanatorium, in dem er sich wegen eines Herzleidens aufhielt.
Er lehrte als Nachfolger von Zittel zwar auch Paläontologie, war aber in erster Linie Tektoniker, der in München eine Schule von Alpengeologen begründete. Er kartierte mit seinen Schülern die bayerischen Alpen (im Maßstab 1:25000 oder 1:50000).
Als Vertreter der Deckentheorie, die er nicht nur in den Alpen, sondern als einer der Ersten weltweit anwandte, war er in den 1890er Jahren in heftige Kontroversen mit Albert Heim verwickelt, der Überschiebungen als Faltungsphänomen deutete. Die Überschiebungslehre setzte sich aber ab etwa 1902/03 durch. Da er Überschiebungen aber auch öfter fälschlich zur Erklärung heranzog, sah er sich Kritik ausgesetzt.
Er schrieb auch Aufsätze zur Geologie von Teneriffa und Gran Canaria, wo er 1886 und 1889 tätig war.
1898 wurde er Mitglied der Leopoldina und 1904 der Bayerischen Akademie der Wissenschaften. 1910 wurde er zum Stellvertretenden Vorsitzenden der neugegründeten Geologischen Vereinigung gewählt. 1912 wurde er Mitglied der Paläontologischen Gesellschaft.
Er gehörte mit Richard von Hertwig, Siegmund Günther, Karl Ritter von Goebel und Lucian Scherman zum Kreis der naturwissenschaftlich interessierten Therese von Bayern, der sich regelmäßig in deren Salon traf.
Der Kirchenhistoriker Franz Overbeck war sein Schwager (Ehemann seiner Schwester Ida).

## Schriften
- Das Karwendelgebirge, München 1888  Archive
- Geotektonische Probleme, 1894
- Das Diluvium von Paris und seine Stellung im Pleistocän, Genf 1881, Zürich 1883
- Geologischer Querschnitt durch die Ostalpen, 1894
- Das geotektonische Problem der Glarner Alpen, Jena: Fischer 1898
- Geologische Alpenforschungen, 3 Bände, München: J. Lindauer 1900, 1905, 1908 
  - Band 1: Das Grenzgebiet zwischen den Ost- und West-Alpen und die rhaetische Ueberschiebung Archive
  - Band 2: Ausdehnung und Herkunft der rhaetischen Schubmasse Archive
  - Band 3: Die Nord- und Sued-Ueberschiebungen in den Freiburger Alpen Archive
- Über die Entstehung des Rheinthales oberhalb des Bodensees, in: Schriften des Vereins für Geschichte des Bodensees und seiner Umgebung, 29. Jg. 1900, S. 31–46 (Digitalisat)
- Alpine Majestäten und ihr Gefolge. Die Gebirgswelt der Erde in Bildern, 4 Bände, München 1901 bis 1904
- Geologischer Führer durch die Alpen, Borntraeger, Berlin 1902  Archive
- Die Geschichte der Bodenseegegend vor der Eiszeit, in: Schriften des Vereins für Geschichte des Bodensees und seiner Umgebung, 37. Jg. 1908, S. 7–22 (Digitalisat)
- Über die systematische Deutung und die stratigraphische Bedeutung der ältesten Versteinerungen Europas und Nordamerikas mit besonderer Berücksichtigung der Cryptozoen und Oolithe, 3 Teile, München 1915 bis 1922
- Die Osterseen und der Isar-Vorlandgletscher, München 1917